# Йозеф Маєн
Йозеф Маєн (пол. Józef Mayen, 25 січня 1896, Львів, Австро-Угорщина — 23 січня 1978, Варшава, Польська Республіка) —  видатний режисер, актор, сценарист, а також один з перших теоретиків аудіодрами, радіо та літератури в Польщі.

## Життєпис
Львів'янин Йозеф Маєн народився 25 січня 1896 року в єврейській сім'ї в будинку на вулиці Жулинського 2а (сьогодні вул. Академіка Філатова), що виходить на Личаківську. Він був сином відомого адвоката Олександра Маєра і Мальвіни з дому Фрід, першою дружиною була Феліція Кроновська, вони мали спільну дитину, дівчинку, але мати й дитина загинули у Львові під час Голокосту. Його другою дружиною була Марія Рената Майєнова, з дому Горович-Каплонова з Білостока, була відомою професоркою полоністики Варшавського університету. 
Атестат середньої школи здобув у 1915 році у Відні, де також навчався в університеті гуманітарних наук і а також був учнем В. Курца в віденській консерваторії. Сценнічної гри навчався у Й. Хмелінського у Львові.
У 1917—1919 роках виступав у Міському театрі у Львові. Вдалося віднайти в онлайн-архіві в Катовіце такі драми, і ідентифікувати ролі, які виконував Йозеф Маєн:
- У ролі Солдата («Останній сон начальника"). До 100-річчя смерті Тадеуша Костюшко Леон Жиповський написав драму з ідей та пропозицій Г. Чепника[3];
- Роль Професора Мюллера («Царевич») (Сорок перший Черкіс). П'єса на 3 дії Габріели Запольської 1917—1919[4];
- Він зіграв професора Бекмана («Родинне гніздо»). П'єса на 4 дії Германа Зудермана в перекладі Габр'єля Кемпнера[5].

Восени 1925 р. разом із С. Майковським заснував Львівський театр-кабаре “Семафор”, був його художнім керівником, режисером і актором. У репертуарі були інсценізовані вірші, пісні та одноактні п’єси; театр був високопрофесійним  і був «справжнім внеском в історію свідомого культивування польської пародійної поезії, жартів та моральної сатири» (М. Орлич); виступав у залі «Багателі» у Львові та, серед іншого, у Станіславові та Кракові (лютий 1926 рік).  
Після розпаду "Семафора" Маєн кинув роботу в театрі і присвятив себе журналістиці в редакції львівської єврейської газети «Хвіла». У 1927-1934 роках був кореспондентом у Берліні (де також працював з кіножанром) та Парижі. 
Автор серії відомих статей про львівські кав'ярні 30-х років та про подорожі Галичиною та Польщею.
Приблизно з 1932 року почав працювати з Польським радіо як автор, а потім, як продюсер радіоп'єс. З 1933 року він також займається теорією Радіо Театру (аудіодрами) і став видатним фахівцем цього аудіального жанру. З 1937 р. офіційно працює на радіостанції “Польське радіо Львів”, де пише радіодрами для дорослих та дітей. 
Під час німецької окупації переховувався разом зі своєю другою дружиною в Міорах у Білорусі, як Юліан Шадзевич. Під час офіційної роботи в Управлінні лісового господарства він редагував бюлетень для місцевого штабу Армії Крайової. Був врятований від Голокосту завдяки професору Вільнюського університету отцю Генрику Глебовичу.
Після закінчення війни офіційно взяв прізвище Майєн. У сезоні 1945-1946 роках був режисером у Старому Театрі у Кракові, потім остаточно відмовився від роботи в театрі. Вступив на дипломатичну службу, до 1950 року був аташе з культури та секретарем польського посольства у Празі, далі він повернувся до журналістики як редактор в «Kurier Codzienny».
З вересня 1953 р. — співробітник Польського Радіо; у 1955 р. делегований до Варшавського Університету де читав лекції на факультеті журналістики. У січні 1965 року вийшов на пенсію.
Похований Йозеф Маєн у Варшаві на Православному кладовищі (пол. Cmentarz Prawosławny w Warszawie; Cmentarz Prawosławny na Woli), його могила знаходиться у відділенні №100. 

## Книги
1. Йозеф Маєн. "Радіо і література" — видавництво "Вєдза Повшехна", 1965 рік. (пол. "Radio a literatura" - Wiedza Powszechna, 1965 - 320 str.);[8]
2. Йозеф Маєн. "Про стилістику творів аудіальних"— видано "Народний дім ім. Осолінських", 1972 рік. (пол. "O stylistyce utworów mówionych" - Zakład Narodowy im. Ossolińskich, 1972 - 162 str.);[9]
3. Йозеф Маєн. "Комунікативність радіожурналіста"— видано "Народний дім ім. Осолінських", 1981 рік. (пол. "O komunikatywności dziennika radiowego" - Zakład Narodowy im. Ossolińskich, 1981 - 202 str.).[10]

## Радіопостановки
1. "Катаринка" за повістю Пруса — Польське Радіо 1933 р. (пол. "Katarynka" za motywem noweli Prusa — PR 1933);
2. "Комедія про чоловіка, який одружився з німою" — Польське Радіо 1933 р. (пол. "Komedia o człowieku, który poślubił niemowę" — PR 1933);
3. "Завіси щастя" — на текст Жоржа Клемансо — Польське Радіо 1934 р. (пол. "Zasłony Szczęścia" - na tekst Jerzy Clemenceau — PR 1934);
4. "Місячна соната", уривок із життя Бетховена" — Польське Радіо 1934 р. (пол. "Sonata Księżycowa", fragment z życia Beethovena — PR 1934);
5. ‎"Любощі" — на текст Артура Шніцлера — Польське Радіо 1934 р. (пол. "Miłostki" na tekst Artura Schnizlera — PR 1934);
6. "Дзвони" — різдвяна радіопостановка — Польське Радіо 1934 р. (пол. "Dzwony" — PR 1934);
7. "Савонарола" — Польське Радіо 1935 р. (пол. "Savonarola" — PR 1935);
8. "Найщасливіша людина в світі, або Чаплін має гикавку" — Польське Радіо 1935 та 1978 роки. (пол. "Najszczęśliwszy człowiek na świecie, czyli Chaplin ma czkawkę" — PR 1935 — 1978)[11]

## Студія аудіодрами ім. Йозефа Маєна у Львові
Заснувана у Львові у 2022 році Студії аудіодрами ім. Юзефа Маєна, відкриває нові можливості у виробництві новітніх аудіодрам, аудіофільмів у сучасній Україні та Польщі. Засновником студії є продюсер Володимир Ольшанський з компанії Audiostories. Студія аудіодрами ім. Йозефа Майєна займається також вивченням та промоцією історії аудіодрами завдяки внеску відомого львів'янина Маєна у світову культуру аудіомистецтва.